# 勒盖德尼欧
勒盖德尼欧（法語：Le Guédeniau，法語發音：[lə ɡedənjo] ⓘ；2010年以前名为“Le Guédéniau”）是法国曼恩-卢瓦尔省的一个旧市镇，属于索米尔区。2016年，勒盖德尼欧和相邻的其它8个市镇并入市镇安茹地区博热。

## 地理
勒盖德尼欧（47°29'40"N, 0°2'50"W）面积18.1 平方千米，位于法国卢瓦尔河地区大区曼恩-卢瓦尔省，该省份为法国西部内陆省份，大致对应安茹地区，北起顺时针与马耶讷省、萨尔特省、安德尔-卢瓦尔省、维埃纳省、德塞夫勒省、旺代省、大西洋卢瓦尔省和伊勒-维莱讷省接壤。
与勒盖德尼欧接壤的市镇（或旧市镇、城区）包括：欧韦尔斯、安茹地区博热、博塞、屈翁、拉朗德沙勒、拉斯、隆盖-瑞梅勒、穆利埃讷。
勒盖德尼欧的时区为UTC+01:00、UTC+02:00（夏令时）。

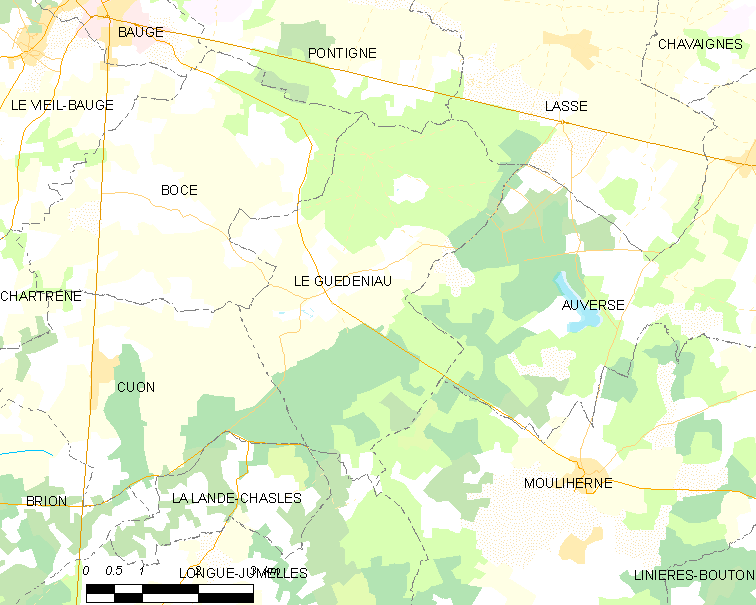
勒盖德尼欧的OSM定位图

## 行政
勒盖德尼欧的邮政编码为49150，INSEE市镇编码为49157。

## 政治
勒盖德尼欧所属的省级选区为安茹地区博福尔县。

## 人口

1962-2008年间勒盖德尼欧人口变化图示

勒盖德尼欧于2018年1月1日时的人口数量为395人。